# Système de Bach
 (novembre 2014).
Si vous disposez d'ouvrages ou d'articles de référence ou si vous connaissez des sites web de qualité traitant du thème abordé ici, merci de compléter l'article en donnant les références utiles à sa vérifiabilité et en les liant à la section « Notes et références ».
Le Système de Bach (Bachsystem en allemand), du nom du ministre de la justice puis de l'intérieur Alexander von Bach, est la reprise en main centralisatrice, dans la lignée de la politique de Joseph II, menée dans l'empire des Habsbourg après le processus révolutionnaire de 1848. Cette méthode se met en place après la reconquête de la Hongrie et la reprise en main de l'Italie par Radetzky en 1850.
Il est pensé par ses promoteurs comme un retour conservateur au régime mis en place par Joseph II, dépouillé de ses aspects méritocratiques.
En outre, il se caractérise par une réaction ultramontaine très forte (à la différence de Joseph II), ce qui permet la mise en place d'une alliance solide avec la papauté. C'est à partir de ce moment que se noue l'alliance entre l'empire d'Autriche et cette dernière, alliance illustrée par un soutien sans faille aux principautés italiennes, qu'elles soient dirigées par les Habsbourg ou les Bourbons.
Ce moment de réaction prend fin avec la défaite autrichienne dans la campagne d'Italie. En 1860, par une pragmatique sanction, l'empereur François-Joseph revient à un état moins centralisé, en accordant notamment l'autonomie au Royaume de Hongrie.